# Kampung Bhakti
Kampung Bhakti is een bestuurslaag in het regentschap Aceh Tenggara van de provincie Atjeh, Indonesië. Kampung Bhakti telt 741 inwoners (volkstelling 2010).